# Wyżyny (Bydgoszcz)

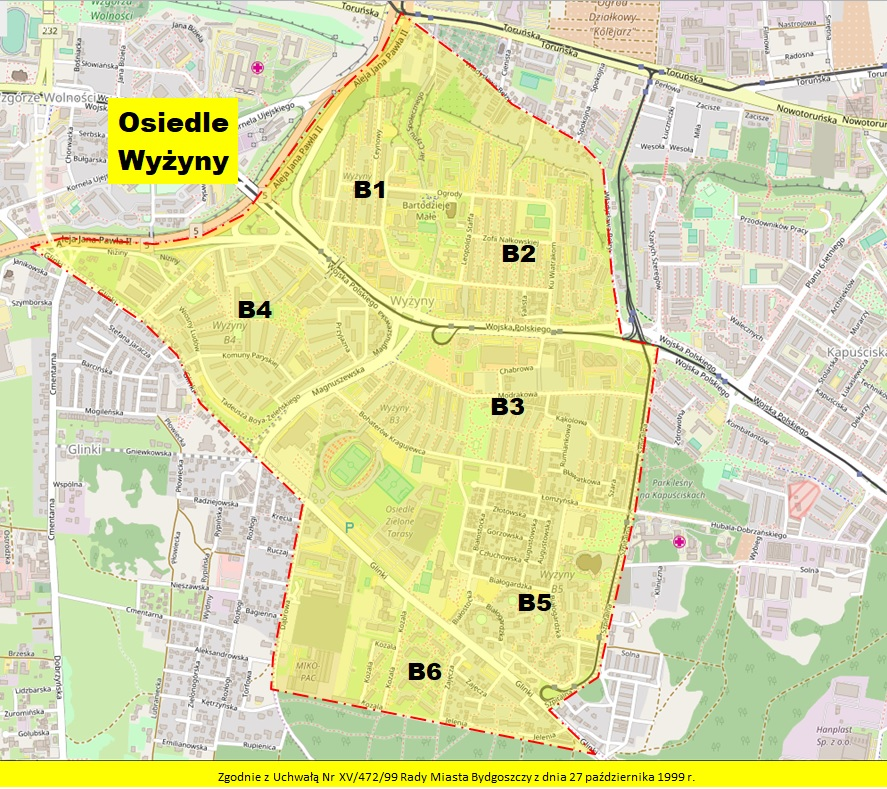
Granice i sektory Osiedla Wyżyny w Bydgoszczy

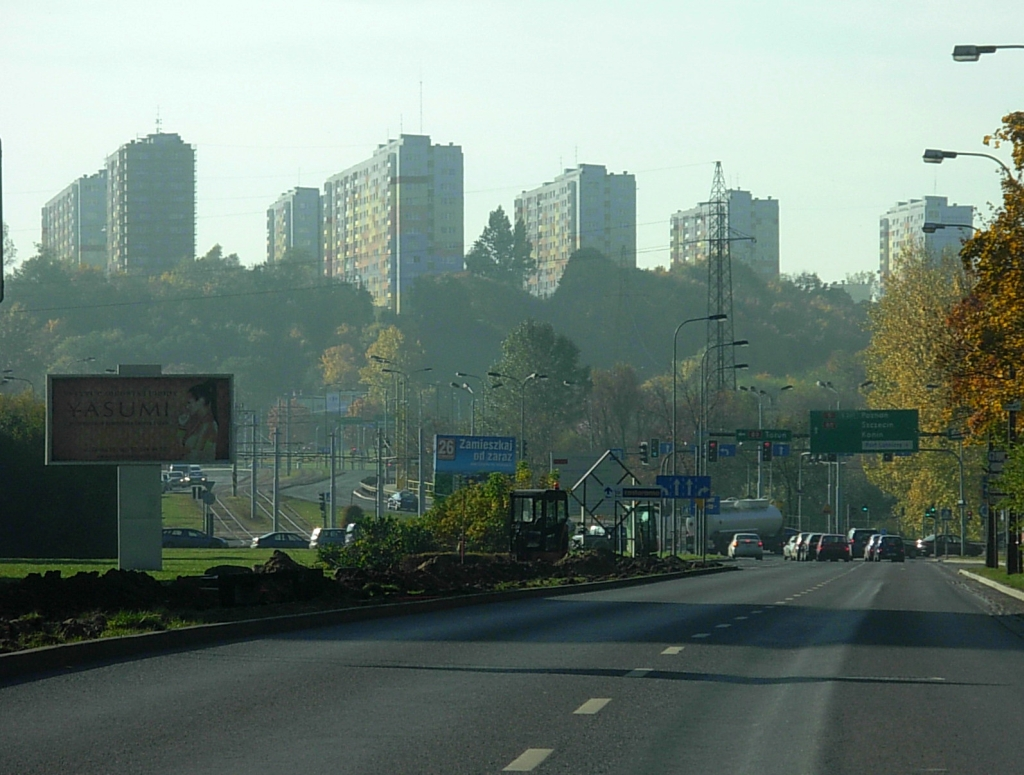
Wyżyny w panoramie Bydgoszczy

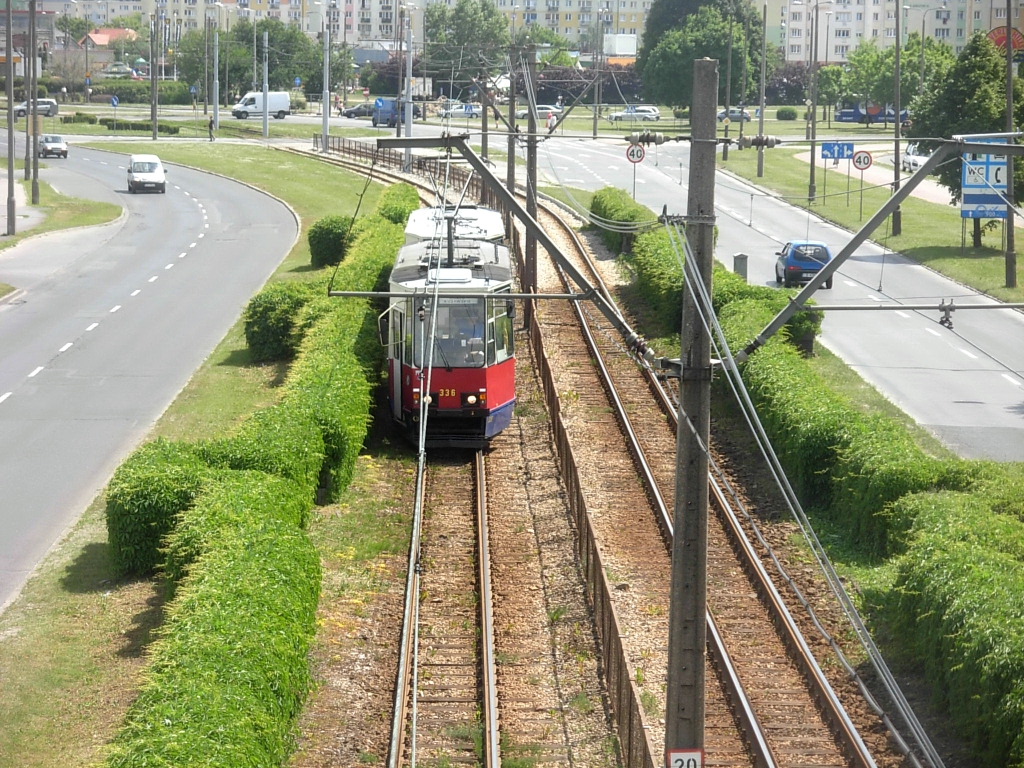
Widok z kładki nad ul. Wojska Polskiego

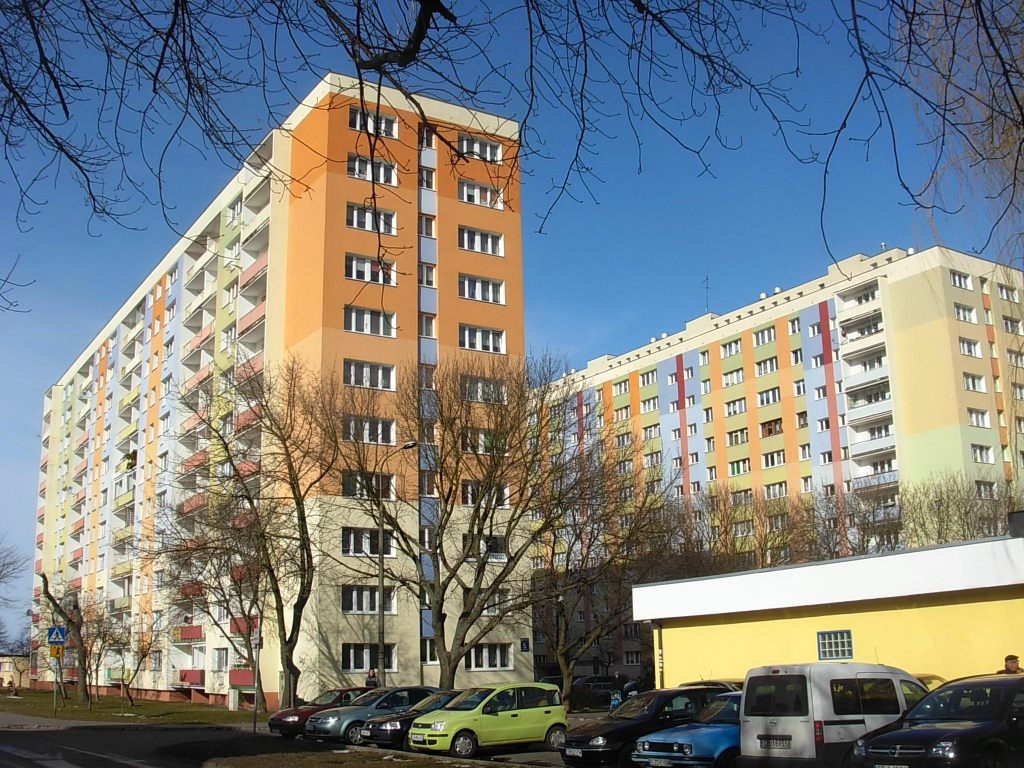
Zabudowa sektora B2

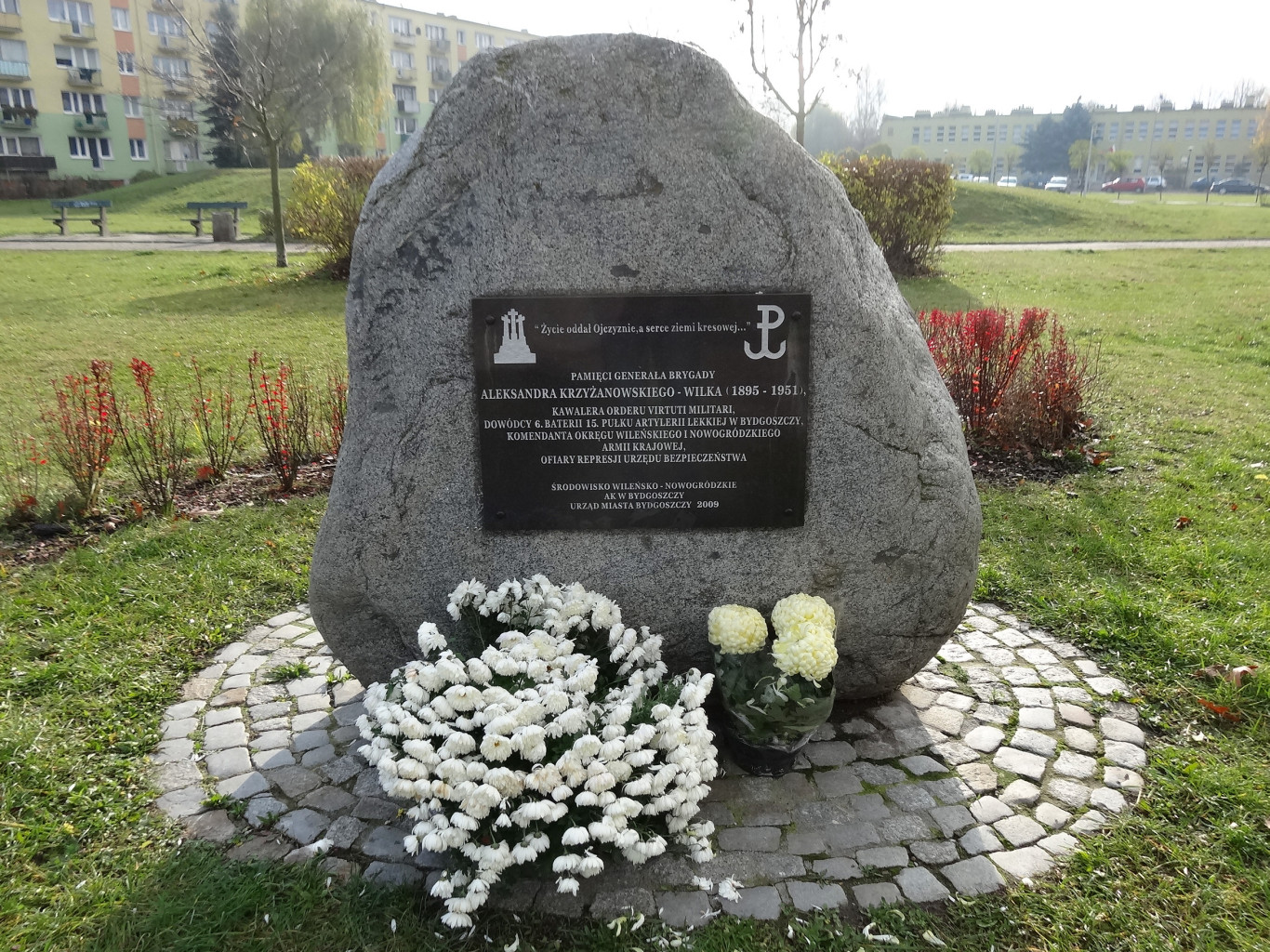
Głaz pamiątkowy generała Aleksandra Krzyżanowskego-Wilka

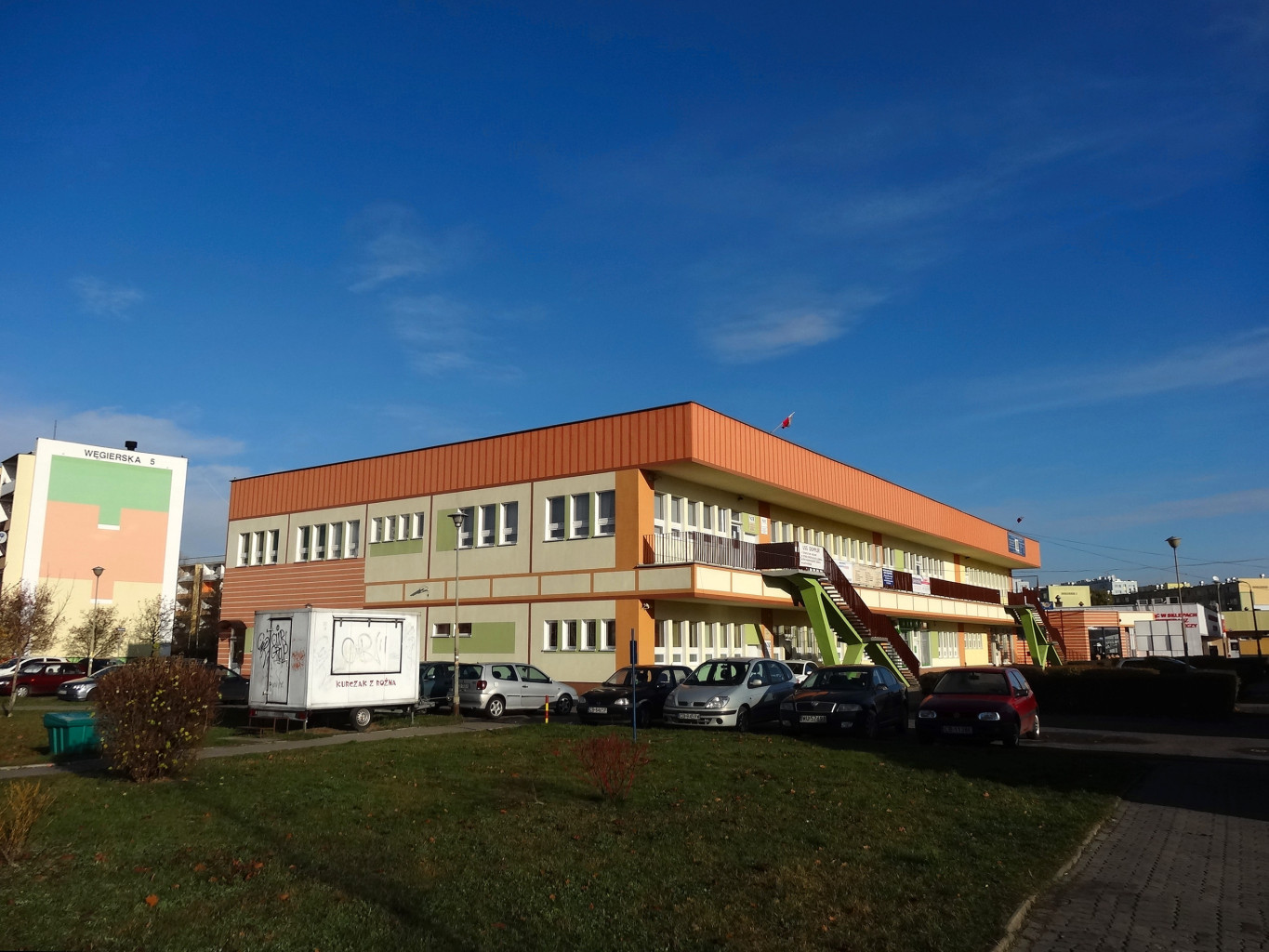
Pawilon usługowy na Wyżynach B4

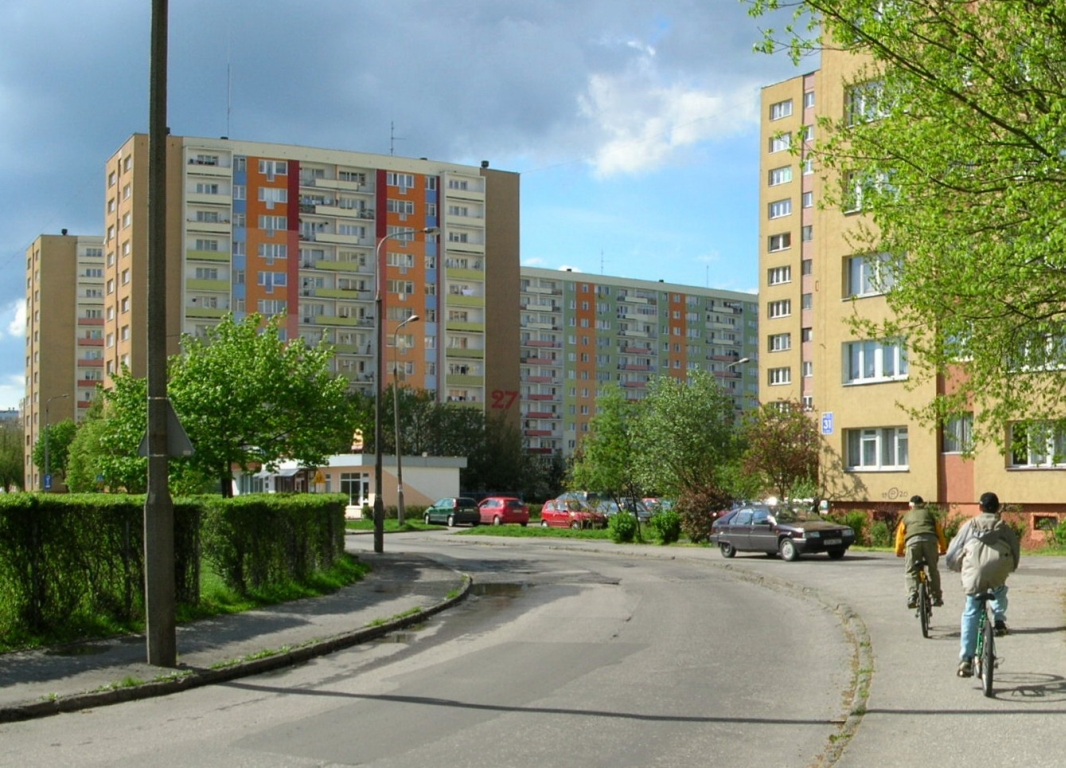
Ulica Ogrody

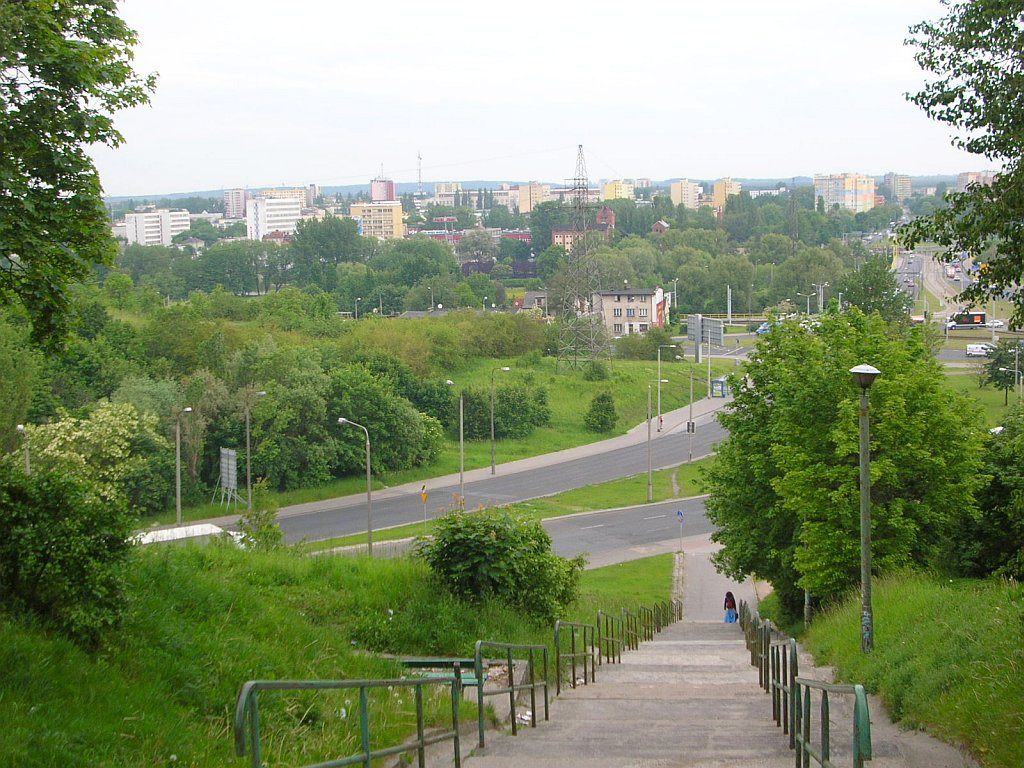
Schody z ronda Toruńskiego na osiedle Wyżyny B1

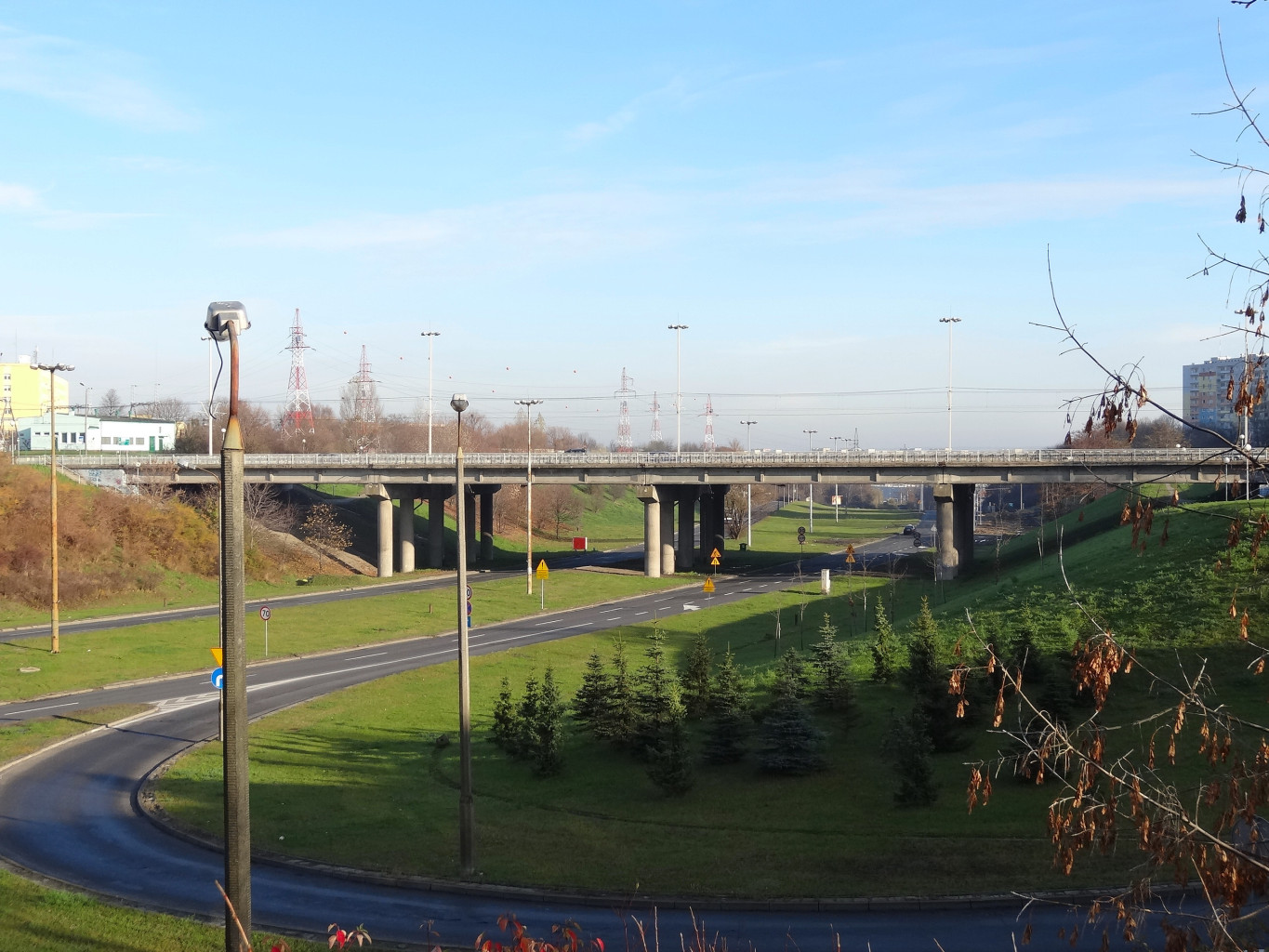
Wiadukt trasy średnicowej al. Wojska Polskiego z Wyżyn na Wzgórze Wolności

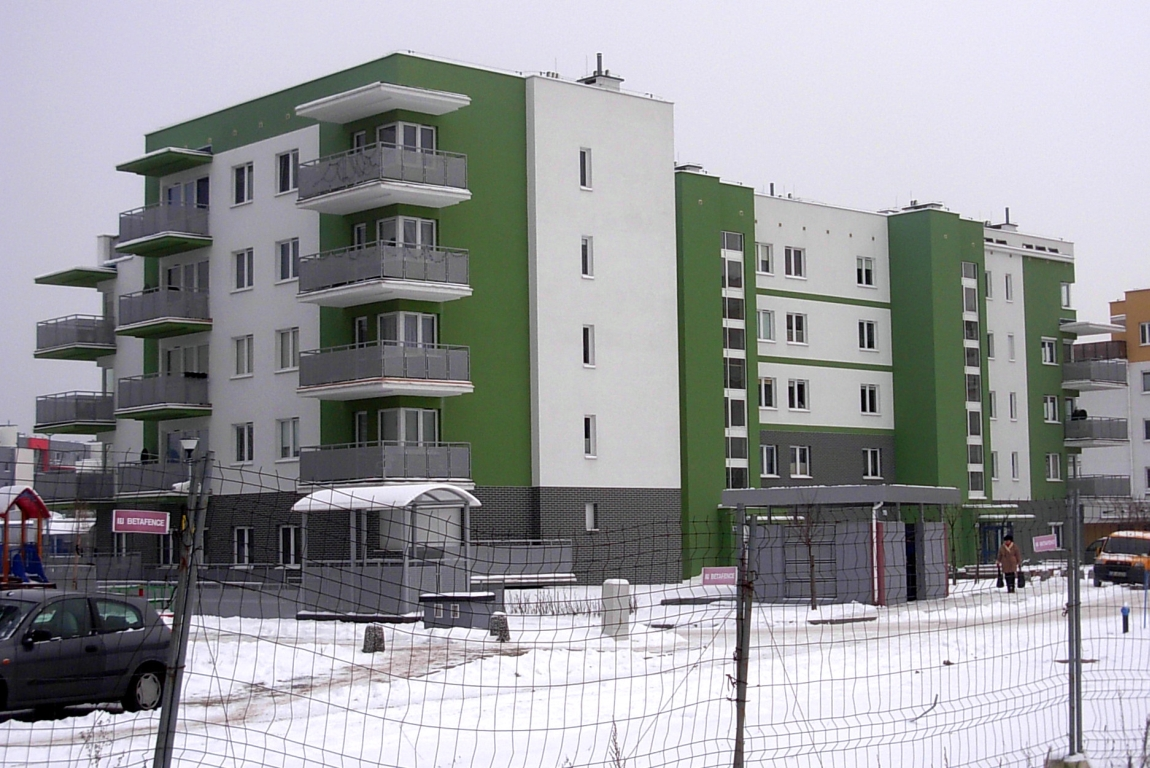
Nowa zabudowa przy ul. Glinki

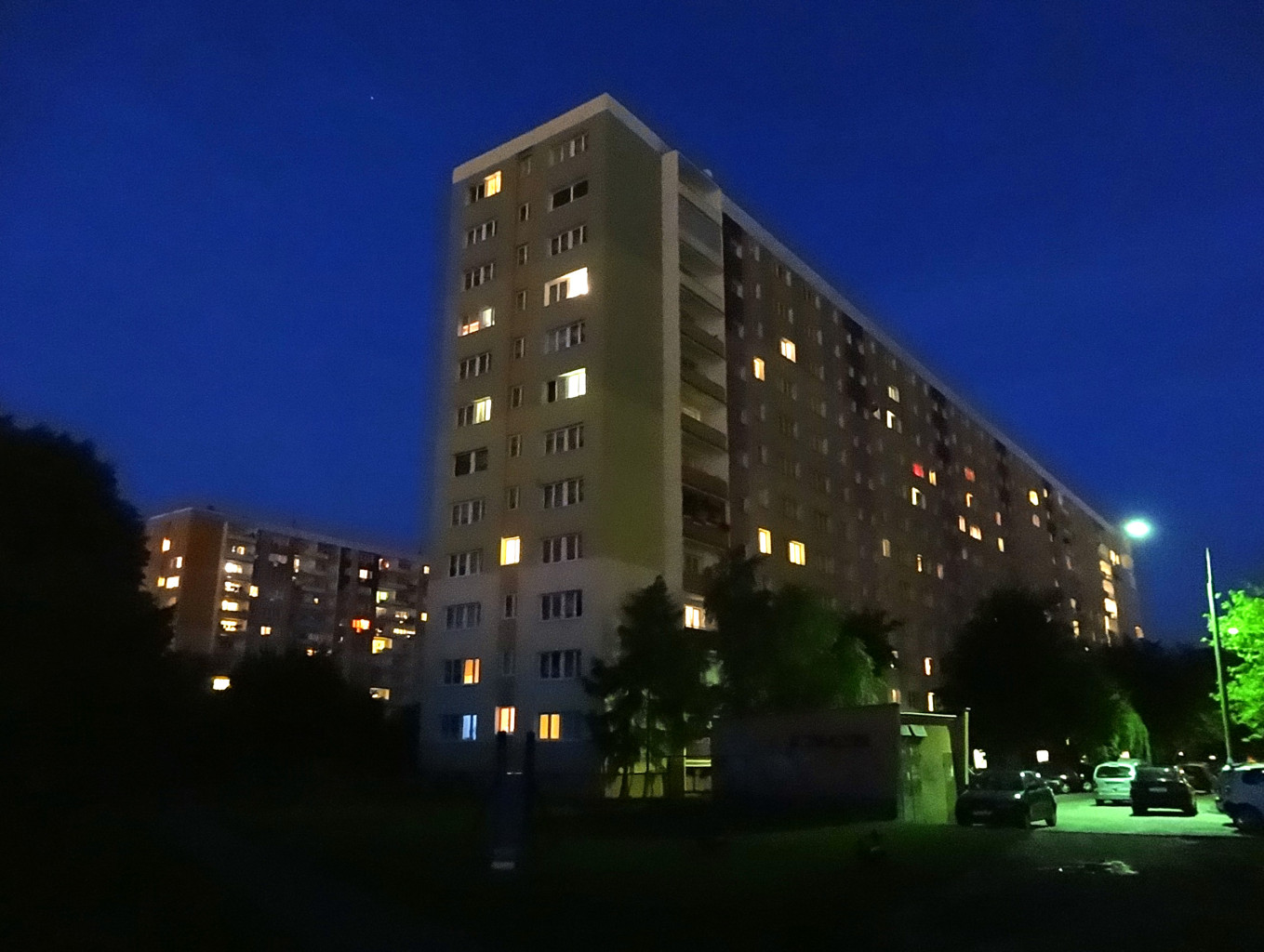
Nocą

Wyżyny – jednostka urbanistyczna (osiedle) Bydgoszczy znajdująca się na południowym wschodzie miasta, druga w Bydgoszczy pod względem liczby mieszkańców.

## Położenie
Wyżyny położone są w południowej części miasta i zaliczane do osiedli tzw. Górnego Tarasu Bydgoszczy. Sąsiadują od zachodu z
Glinkami i Wzgórzem Wolności, od północy na krótkim odcinku z Babią Wsią, natomiast od wschodu z Kapuściskami.
Pod względem fizycznogeograficznym osiedle leży w obrębie makroregionu Pradolina Toruńsko-Eberswaldzka, w mezoregionie Kotlina Toruńska i mikroregionie Miasto Bydgoszcz Południowe (terasa X ok. 68–70 m n.p.m.). Północne obrzeża osiedla zajmuje Zbocze Bydgoskie o wysokości względnej ok. 30 m, urzeźbione systemem jarów i wcięć erozyjnych (m.in. jar Czynu Społecznego). Podobnie zachodnie i wschodnie obrzeża Wyżyn stanowią naturalne granice utworzone ze jarów, którymi poprowadzono arterie komunikacyjne (al. Jana Pawła II, ul. Bełzy).
Historycznie w skład obecnej jednostki urbanistycznej wchodzi większość obszaru wcielonej w 1920 gminy Bartodzieje Małe. Pozostałe jej fragmenty przypadły jednostkom urbanistycznym: Wzgórze Wolności, Glinki i Kapuściska

## Charakterystyka
Wyżyny jako teren zabudowy mieszkaniowej wielorodzinnej stanowi jeden z najbardziej zaludnionych terenów miasta – gęstość zaludnienia wynosi tu ponad 14 000 osób na km². Rozkwit budownictwa przeżyło w latach 70. XX w., dlatego też wskaźnik liczby budynków wybudowanych przed rokiem 1989 wynosi 95%. Szczególnie odczuwalny jest występujący niedobór miejsc parkingowych.
Wyżyny podzielone są na sektory B1, B2, B3, B4, B5 i B6.
Większą część Wyżyn zajmują osiedla bloków wielorodzinnych z enklawami zabudowy jednorodzinnej, wzniesione w latach 70 i 80 XX w. W zabudowie sektorów B1 i B2 przeważają budynki wielorodzinne, z dużym udziałem bloków 12-kondygnacyjnych. W sektorach B3 i B4 wzniesiono bloki 5-kondygnacyjne, natomiast zabudowa w sektorach B5 i B6 pochodzi z 80. XX w. i obejmuje również bloki 5-kondygnacyjne. Po 1990 roku wzniesiono na terenie Wyżyn szereg nowych budynków wielorodzinnych o ciekawej architekturze. Największe kompleksy nowej zabudowy znajdują się przy ul. Ogrody oraz ul. Glinki.
Osiedle przecinają drogi powiatowe – ul. Wojska Polskiego, będąca fragmentem arterii średnicowej górnego tarasu Bydgoszczy, ul. Magnuszewska, Szpitalna, Glinki. Północno-zachodnim obrzeżem osiedla przebiega natomiast droga wojewódzka nr 239 w ciągu al. Jana Pawła II.
Wśród infrastruktury osiedla znajdują się m.in.: pięć przedszkoli (w tym trzy niepubliczne), 3 szkoły podstawowe, 1 liceum, Wydział Psychologii Uniwersytetu Kazimierza Wielkiego, Kujawsko-Pomorska Szkoła Wyższa (ul. Bełzy), kompleks sportowy Chemik Bydgoszcz, II Urząd Skarbowy. Na terenie Wyżyn znajduje się szereg dyskontów handlowych m.in. sieci: Kaufland, Intermarche, Piotr i Paweł, Biedronka, Polomarket. Na terenie osiedla znajdują się dwa kościoły: Świętych Polskich Braci Męczenników i Matki Bożej Fatimskiej, lecz mieszkańcy osiedla należą aż do czterech parafii rzymskokatolickich.
Plany rozwojowe dotyczące Wyżyn określone na podstawie miejskich dokumentów strategicznych obejmują m.in. rewaloryzację istniejącej zabudowy mieszkaniowej oraz wzbogacenie jej o funkcje uzupełniające, realizację parkingów kubaturowych, rozwój usług przy ul. Magnuszewskiej i Glinki, rozwój osiedlowych stref rekreacji oraz realizację nowej zabudowy mieszkaniowej przy ul. Bohaterów Kragujewca, Białostockiej i Łomżyńskiej. Dyskutowane jest także przekształcenie kompleksu sportowego Chemik na obszar o funkcji mieszkaniowej.

### Nazwa
Nazwa osiedla Wyżyny pojawiła się po raz pierwszy w 1972. Nie zachowała się natomiast nazwa dawnej wsi Bartodzieje Małe, której tereny osiedle obejmuje swym zasięgiem. Obecną nazwę zaczerpnięto od eksponowanej płaszczyzny położonej na przedpolu południowego zbocza pradoliny Wisły, gdzie od maja 1971 wznoszono 11-kondygnacyjne bloki. Zabudowa ta widoczna jest z dużego obszaru miasta i stanowi wyznacznik osiedla. Od 1920 istnieje również ulica Wyżyny, boczna od ulicy Tadeusza Boya-Żeleńskiego.

### Granice
Zgodnie z Uchwałą Nr XV/472/99 Rady Miasta Bydgoszczy z dnia 27 października 1999, granica Osiedla Wyżyny biegnie od Ronda Toruńskiego w kierunku południowym ulicami Wł. Bełzy i Szpitalną do ul.Glinki, następnie ulicą Glinki w kierunku południowym do granicy miasta, granicą miasta w kierunku zachodnim do ul. Dąbrowa, tą ulicą i ul. Glinki do Alei Jana Pawła II, następnie tą ulicą w kierunku północno-wschodnim do Ronda Toruńskiego.

### Ludność
Liczba ludności Osiedla Wyżyny na rok 2016 to 30 513 osób.
Historycznie, w 1970, Wyżyny zamieszkiwało 3,3 tys. osób, 20 lat później – 35,5 tys. Wzrost liczby ludności związany był z urbanizacją terenu, budową nowych osiedli mieszkaniowych. W latach kolejnych odnotowano spadek i ponowny wzrost: w 1998 32,8 tys. osób, w 2007 i 2012 – 29,8 tys., 2016 – 30,5 tysiąca. Zmniejszenie liczby ludności na przełomie XX i XXI wieku było związane ze zmianą granic osiedla – w 1999 Uchwałą Nr XV/472/99 Rady Miasta Bydgoszczy wydzielono z Wyżyn osiedle Glinki–Rupienica.

### Zieleń i rekreacja
Na terenie Wyżyn znajduje się 5,4 ha terenów zieleni urządzonej i 9,4 ha zieleni nieurządzonej.
Rozwój terenów zieleni zawarty w planach urbanistycznych Bydgoszczy zmierza do powołania dwóch parków dzielnicowych. Rolę tę dla części północnej spełnia ciąg spacerowy przy Jarze Czynu Społecznego oraz tereny zielone przy Zespole Szkół nr 19 ze skwerem, placami zabaw, miasteczkiem rowerowym, basenem „Perła” oraz boiskiem Orlik 2012. W części południowej potencjalnym centrum rekreacyjnym jest, otoczenie stadionu „Chemik”, teren pomiędzy ul. Glinki, a Dunikowskiego oraz rejon ul. Przyjaznej i Komuny Paryskiej. Zaplecze wypoczynku i rekreacji uzupełnia Puszcza Bydgoska na południu oraz Zbocze Bydgoskie na północy z rozległą panoramą miasta, wzdłuż której wytyczono ścieżkę spacerową.

### Drogi rowerowe
Osiedle posiada ścieżki rowerowe biegnące wzdłuż ul. Wojska Polskiego. Studium transportowe Bydgoszczy przewiduje rozbudowę dróg rowerowych m.in. wzdłuż ul. Magnuszewskiej, Jaru Czynu Społecznego, Zdobywców Wału Pomorskiego, Bełzy, Szpitalnej, Glinki. W 2021 na ul. Bełzy oddano do użytku kontrapas rowerowy.

### Szlaki turystyczne
Przy pętli tramwajowej w rejonie ul. Glinki i Szpitalnej zaczyna się  szlak turystyczny „Komputerków” poprzez Puszczę Bydgoską, jezioro Jezuickie do Solca Kujawskiego.

### Ochrona przyrody
Na terenie Wyżyn znajduje się pomnik przyrody nieożywionej, jakim jest głaz narzutowy o obwodzie 570 cm przy ul. Białogardzkiej 22.

## Historia

### Okres staropolski
Historia terenów, na którym istnieje osiedle Wyżyny związane jest z folwarkami miejskimi i osadami o nazwach Małe Bartodzieje oraz Smug. Oba zlokalizowane były na pograniczu obszarów obecnej jednostki urbanistycznej. Bartodzieje Małe położone były wzdłuż dolnego odcinka obecnej ul. Bełzy, zaś Smug w rejonie obecnego skrzyżowania ul. Szpitalnej i Glinki.
Folwark Bartodzieje Małe powstał między 1681, a 1712 rokiem i należał do starostwa bydgoskiego. Został zniszczony w czasie wojny północnej, gdyż w opisie starostwa z 1712 roku zapisano, że w Małych Bartodziejach „folwark i owczarnia pusto stoją; jeden tam mieszka tylko komornik”. 10 listopada 1724 r. posesor wójtostwa bydgoskiego Stanisław Ciołek Poniatowski zawarł na okres 40 lat kontrakt z osadnikami tej wsi. W 1744 r. mieszkało tu 5 gospodarzy i owczarz, opłacający czynsz na rzecz wójtostwa bydgoskiego. Na podstawie kontraktu olęderskiego z 1745 r., zawartego na okres 50 lat, folwark ten, posiadający 7 i pół włók, otrzymał Winkler Kuntz. W inwentarzu starostwa bydgoskiego z 1766 roku określono granice wsi Bartodzieje Małe: „od rzeki Brda wzdłuż, od olędrów mieszkających we wsi Zimnawoda aż ku składowi solnemu u drogi, która idzie do składu kupieckiego alias do windugi”.
Z kolei w 1730 r. burmistrz i bydgoska rada miejska wydzierżawili Katarzynie i Marcinowi Dreyfom oraz Katarzynie i Maciejowi Dausom „zarośl” Biały Smug „na wyrumowanie pola i łąk”. Po upływie 9 lat wolnizny mieli oni płacić na rzecz miasta jedynie czynsz pieniężny. Osada o tej nazwie nie jest jednak opiewana w rachunkach dochodów miejskich z lat 1742-1762. Smug w 1773 r. odnotowano jako pustkowie należące do starostwa bydgoskiego. W początku XIX wieku połączono ją z osadą Mudziały położoną przy obecnej ul. Dąbrowa w Puszczy Bydgoskiej. Zanikłą osadę porósł las, a w drugiej połowie XIX w. leśnictwo Smug wchodziło w skład gminy Bartodzieje Małe.

### Okres zaboru
Po I rozbiorze Polski władze zaborcze oddały folwark Małe Bartodzieje w dziedziczną dzierżawę dwom osobom o nazwiskach Ritter i Kirsch. Do 1816 roku na obu częściach folwarku przez uszczuplenie jego areału osadzono 120 rodzin sprowadzonych przeważnie z Niemiec. Mieszkańców było 588 w tym 134 dzieci w wieku szkolnym. W 1818 r. przy ul. Bełzy na parceli odstąpionej od folwarku wybudowano szkołę ewangelicką, w 1834 r. katolicką. Uczniowie obu wyznań znaleźli miejsce w wybudowanym od podstaw budynku szkolnym w 1891 roku.
Spis miejscowości rejencji bydgoskiej z 1833 r. podaje, że we wsi Bartodzieje Małe (niem. Klein Bartelsee) mieszkało 977 osób (617 ewangelików, 360 katolików) w 159 domach. W tym samym czasie w osadzie Smuga w 2 domach mieszkało 14 ewangelików, a w osadzie Mudziały, położonej w lesie na południe od Wyżyn znajdowało się 1 domostwo, które zamieszkiwało 7 ewangelików. Według opisu Jana Nepomucena Bobrowicza z 1846 r. Bartodzieje Małe, Smuga i Mudziały należały do rządowej domeny bydgoskiej. Kolejny spis z 1860 r. podaje, że we wsi Bartodzieje Małe mieszkało 1157 osób (779 ewangelików, 378 katolików) w 146 domach. Na miejscu znajdowała się szkoła elementarna. Miejscowość należała do parafii katolickiej i ewangelickiej w Bydgoszczy. Dodatkowo w osadzie Smuga w 2 domach mieszkało 8 ewangelików.
Z mapy okolic Bydgoszczy z 1854 roku wynika, że na terenie obecnych Wyżyn znajdowały się pola uprawne i nieużytki oparte od wschodu (w linii obecnej ul. Szpitalnej) o ścianę Lasów Królewskich (Puszczy Bydgoskiej). W lesie godny odnotowana był wąwóz na Kapuściskach zwany „wilczym kanionem” (niem. Wolfsschlucht). Wśród pól znajdowała się rozproszona zabudowa „colonie Kaltwasser”. Głównymi ciągami komunikacyjnymi były na północy obecna ul. Bełzy będąca drogą wylotową z miasta w kierunku Gniewkowa oraz na południu obecna ul. Glinki, również droga wylotowa. Wzdłuż dolnego odcinka ul. Bełzy zlokalizowane były domy z ogrodami. Z mapy „Pharus plan Bromberg” z 1908 roku wynika, że na krawędzi zbocza pradoliny usytuowany był wiatrak typu koźlak, od którego prawdopodobnie wzięła dzisiejsza nazwa ulicy – Ku Wiatrakom.
Teren leżał w obrębie gminy Bartodzieje Małe, której granice opierały się o ulice Toruńską, Glinki, Polną i Władysława Bełzy. Spis z 1910 r. wykazał, że było tu 191 budynków i 2079 mieszkańców, w tym 355 posługiwało się językiem polskim, a 1724 – niemieckim.

### Okres międzywojenny
Po przejściu Bydgoszczy w granice odrodzonej Polski, 1 kwietnia 1920 roku gminę Bartodzieje Małe o powierzchni 333 ha włączono do Bydgoszczy. Nazwa ta występowała na planach miejskich do 1973 roku i obejmowała nieco większy obszar, niż dzisiejsze Wyżyny, m.in. wschodnią część obecnego Wzgórza Wolności oraz fragment Kapuścisk na północnym odcinku dochodzącym do Brdy. Na planach Bydgoszczy z lat 20. i 30. oprócz znanych już dawniej ulic: Władysława Bełzy i Glinki, nazewnictwo obejmowało m.in. ulice: Ogrody, Ku Wiatrakom, Mogiły, Dąbrowa, Łomżyńska, Ruska, Wyżyny, Spadzista.
Pierwszy spis ludności w polskiej Bydgoszczy, wraz z przyłączonymi do niej gminami, przeprowadzony w dniu 1 czerwca 1921 r. wykazał, że zaludnienie gminy przekraczało 1600 osób, wśród których Polaków było niewiele ponad 600.
W okresie międzywojnia wzdłuż ulic: Bełzy, Glinki, Ruskiej oraz w dolinie cieku Niziny występowała zabudowa mieszkalna z ogrodami. Tereny we wnętrzu osiedla w pobliżu skarpy stanowiły pola uprawne i nieużytki. Wzdłuż strumienia płynącego w dolinie po zachodniej stronie Wyżyn biegła ulica Niziny, wzdłuż której istniało ok. 60 domów z ogrodami powstałych na rozparcelowanym terenie należącym do miejscowego właściciela ziemskiego. Osiedle miało charakter podmiejskiej wsi, tylko zamieszkujących tu dotychczas w znacznej większości Niemców coraz wyraźniej zastępowali osiedlający się tu Polacy.

### Okres po II wojnie światowej
Po II wojnie światowej, nie zmienił się krajobraz Małych Bartodziejów. Do lat 60. były tu pojedyncze zabudowania jednorodzinne, małe sady oraz pola uprawne. Natomiast w latach 50. jedną z pierwszych inwestycji mieszkaniowych powojennej Bydgoszczy była urbanizacja sąsiednich Kapuścisk. W latach 1952–1953 oddano do użytku nową linię tramwajową „Brda” łączącą Stare Miasto z Kapuściskami i Łęgnowem. Inwestycja wpisana w Plan sześcioletni została zrealizowana dla wschodniej rozwijającej się dzielnicy przemysłowej miasta, zwłaszcza dla pracowników Zakładów Chemicznych powstałych na bazie dawnej DAG Fabrik Bromberg. Przy ulicy Perłowej linia odgałęziała się wzdłuż ulicy Bełzy, docelowo do bramy nr 2 Zakładów Chemicznych oraz wzdłuż ul. Szpitalnej do ul. Glinki. Trasa ta aż do 2014 r. stanowiła jedyne połączenie Górnego Tarasu miasta (m.in. Wyżyn) z centrum. Istniejący przy ul. Perłowej podjazd tramwajowy (4,8%) jest jednym z najbardziej stromych w Polsce. Duże nachylenie stoku było w późniejszych latach przyczyną dwóch katastrof tramwajowych, obie nastąpiły podczas zjazdów.
Począwszy od lat 50. XX w. na terenie osiedla nastąpił rozwój indywidualnego budownictwa mieszkaniowego, zwłaszcza w rejonie ul. Łomżyńskiej. Nowy podział urbanistyczny dokonany w planie ogólnym zagospodarowania przestrzennego Bydgoszczy z 1964 r. przeznaczył dawną gminę Bartodzieje Małe pod budowę dużego osiedla mieszkaniowego. Jednocześnie w wyniku zmiany poglądów na skalę i tempo rozwoju miasta Bydgoszczy, tereny osiedla przekwalifikowano pod wielorodzinną zabudowę wysoką. Plan ogólny wytyczał jako dalsze tereny zabudowy mieszkaniowej głównie taras południowy miasta, a więc kontynuację Kapuścisk, Wyżyny, Wzgórze Wolności, Szwederowo oraz rejon osiedla Bartodzieje. Przygotowanie tych terenów wiązało się z dużym wysiłkiem inwestycyjnym w zakresie uzbrojenia w sieci wodociągowe, kanalizację, ciepłociągi, gazociągi, rozbudową ujęcia wody oraz budową nowego centralnego źródła ciepła jakim była elektrociepłownia Bydgoszcz II. Kosztowne było także przygotowanie terenów od strony formalno-prawnej (wykupy gruntów prywatnych, wyburzenia istniejących budynków i przekwaterowania). Od 1966 r. skoncentrowano tu nakłady i potencjał wykonawczy w zakresie uzbrojenia tych terenów pod budownictwo mieszkaniowe. W końcu lat 60. rozpoczęto budowę fabryki domów o zdolności produkcyjnej 13 tys. izb mieszkalnych rocznie. Fabryka ruszyła w roku 1972 i dostarczała prefabrykatów do budowy bloków.
24 sierpnia 1968 roku zatwierdzono szczegółowy plan zagospodarowania osiedla Wyżyny. W 1970 roku przekazano Bydgoskiej Spółdzielni Mieszkaniowej Budowlani (zał. 1958) tereny przy ul. Ku Wiatrakom i Ogrody pod spółdzielcze budownictwo mieszkaniowe wielorodzinne. W 1973 roku przekazano kolejne działki, a w decyzji z 20 czerwca 1974 r. – ostatecznie ponad 18 hektarów. Na terenach tych były grunty Skarbu Państwa oraz szereg działek prywatnych, które użytkowano rolniczo.
Osiedle zaprojektowano w „Miastoprojekcie Bydgoszcz” (gł. arch. Andrzej Modrzejowski). Miało być przeznaczone dla ok. 60 tysięcy mieszkańców. Od strony północnej wzdłuż skarpy zlokalizowano wieżowce, zaś w głębi osiedla stawiano bloki 5-kondygnacyjne. Na powierzchni 15 ha między ul. Szpitalną, a trasą średnicową zaplanowano osiedlowe centrum usługowo-kulturalne. Budynki wznoszono w technologii przemysłowej z płyt żelbetowych produkowanych w tzw. fabryce domów – Bydgoskim Kombinacie Budowlanym „Wschód”.
Zabudowę Wyżyn rozpoczęto 3 maja 1971 roku w dwóch pierwszych sektorach B1 i B2, które zlokalizowane zostały między ulicami Niziny, Władysława Bełzy oraz tzw. arterią średnicową. W sumie przewidziano dla nich zaludnienie sięgające 14 tysięcy osób. Realizacja rozpoczęła się od strony ulicy Władysława Bełzy, podążając w kierunku ulicy Niziny. Pierwszy blok mieszkalny został oddany do zamieszkania w listopadzie 1971 roku. W następnych latach wyrastały na Wyżynach coraz to nowe bloki mieszkalne, wyprzedzając znacznie budowę placówek handlowych i oświatowych, a także ulic i uliczek osiedlowych. Cały teren budowy osiedla został przecięty mniej więcej w połowie przez tzw. arterię średnicową, która nosi dzisiaj nazwę Wojska Polskiego.
W zespole osiedli na Wyżynach zamieszkało w latach 1971-1978 ok. 35 tys. nowych mieszkańców. Budownictwo mieszkaniowe tego okresu charakteryzuje się zróżnicowaną architekturą zabudowy, w której ok. 40% stanowiły budynki wysokie 11-kondygnacyjne. W większości było ono już realizowane według zwiększonych (w porównaniu do budownictwa lat 60.) normatywów urbanistycznych dotyczących powierzchni mieszkań i wyposażenia. Do roku 1976 znaczny udział w realizacji inwestycji mieszkaniowych posiadało Bydgoskie Przedsiębiorstwo Budownictwa Miejskiego, które realizowało m.in. część Wyżyn. W końcu lat 70. powstały znaczne zaległości w zakresie realizacji infrastruktury społecznej osiedla, budząc krytykę społeczną. Mimo tego udało się m.in. wznieść od podstaw trzy szkoły podstawowe. W 1973 r. wzniesiono szkołę przy ul. Grzymały-Siedleckiego, w 1974 r. przy ul. Bohaterów Kragujewca 10, a w 1979 r. przy ul. Nałkowskiej.
W 1970 r. zatwierdzony program nowego układu komunikacyjnego Bydgoszczy przewidywał m.in. budowę linii tramwajowej na osiedle Wyżyny oraz jej przedłużenie wzdłuż al. Wojska Polskiego do ul. Kujawskiej. W sierpniu 1973 r. dobudowano drugi tor wzdłuż ul. Szpitalnej oraz pętlę przy ul. Glinki. Do końca 1974 r. oddano natomiast do użytku węzeł tramwajowy przy ul. Szarych Szeregów oraz linię tramwajową na odcinku ul. Szpitalna – ul. Magnuszewska. Niezależnie od tego powstawała arteria średnicowa górnego tarasu miasta – aleja Wojska Polskiego. W 1977 r. władze miejskie uchwaliły „Program Rozwoju Urządzeń Komunalnych w mieście Bydgoszczy do 1990 r.”, w którym przewidywano etapowe przejście trakcji tramwajowej z toru wąskiego (1000 mm) na normalny (1435 mm). Trasa na górnym tarasie miasta od Zachemu do Błonia miała posiadać szeroki rozstaw torów, powszechny w Polsce. W związku z tym wybudowany w latach 1978-1980 kolejny odcinek toru długości 4,1 km od ul. Magnuszewskiej do ul. Karpackiej na osiedlu Wzgórze Wolności posiadał prześwit 1435 mm. Po zmianie koncepcji w 1981 r., tor przekuto jednak trzy lata później do prześwitu 1000 mm. Linię tramwajową poprowadzono wydzielonym torowiskiem bezkolizyjnie krzyżując się wiaduktem z prowadzącą jarem trasą północ-południe (1977–1991, proj. inż. Janusz Butkiewicz).
W 1974 roku dzięki pomocy finansowej Zakładów Chemicznych Zachem rozpoczęto budowę ośrodka sportowego na Wyżynach w rejonie ulic Glinki i Dąbrowa. Na obszarze 22 ha zaplanowano tu budowę stadionu, kawiarni, motelu, sali gimnastycznej, basenu krytego i otwartego oraz brodzika dla dzieci. Cały obiekt zaplanowano na około 10 tysięcy osób, w tym kąpielisko na 4 tys. Ostatecznie powstał stadion piłkarski „Chemik” z 8-torową bieżnią i widownią na 15 tys. miejsc, boiska treningowe, hala sportowa z widownią 700 miejsc oraz restauracja. Nie zrealizowano natomiast obiektów przewidzianych w II etapie budowy (po 1975 r.) m.in. kąpieliska krytego i otwartego.
W latach 1976–1982 zbudowano na Wyżynach kościół Świętych Polskich Braci Męczenników z plebanią i domem zakonnym. W październiku 1984 roku odprawił tu swoją ostatnią mszę św. ks. Jerzy Popiełuszko. W latach 80. kontynuowano budowę osiedli mieszkaniowych w sektorach B5 i B6. W tym czasie powstały także szkoły przy ul. Węgierskiej oraz Glinki.
Po roku 1989 powstało kilka mniejszych kompleksów mieszkaniowych, tj. bloki AWZ przy ulicy Ogrody 19, kompleks przy ulicy Bohaterów Kragujewca 2-6, jak i powstające od roku 2008 osiedle Zielone Tarasy przy ulicy Glinki 81-103. Osiedle posiada funkcjonalne miasteczko rekreacyjne. W 2014 oddano do użytku dwa nowe bloki – przy ulicy Ogrody 19F i Ogrody 14.
W latach 90. przy ul. Szpitalnej-Wojska Polskiego powstały trzy biurowce zajmowane m.in. przez II Urząd skarbowy, Bank Pekao SA oraz PZU. W latach 1992–2005 wzniesiono kościół parafialny pw. Matki Bożej Fatimskiej przy ul. Ogrody. W 2002 r. przy Zespole Szkół nr 26 wzniesiono basen kryty „Laguna”, a kilka lat później przy Zespole Szkół nr 19 – basen „Perła”. W kilku miejscach osiedla powstały dyskonty handlowe.
W latach 2020–2021 na terenie dzielnicy między ul. Modrakową a Bohaterów Kragujewca (skwer im. gen. Aleksandra Krzyżanowskiego) powstała minitężnia solankowa o długości 12 metrów i wysokości niemal 4 metrów. Podświetlana nocą konstrukcja wykonana została z drewna sosnowego i wypełniona gałązkami tarniny. Obiekt został sfinansowany ze środków budżetu obywatelskiego 2018.
Z dawnych lat pozostało kilka starych nazw ulic: Ku Wiatrakom. Ogrody. Zniknęła ul. Mogiły, która znajdowała się w miejscu obecnie zajmowanym przez supermarket Piotr i Paweł. Uchowały się enklawy domków jednorodzinnych z ogródkami – przy ul. Falistej, Szarej, Łomżyńskiej, Białogardzkiej, Modrakowej. W 2020 przystąpiono do utwardzania ul. Bytowskiej, która – podobnie jak wcześniej powstałe ul. Złotowska i Człuchowska  – została sfinansowana ze środków budżetu obywatelskiego.

## Podział osiedla
Wyżyny podzielone są na 6 obszarów nazwane od B1 do B6, z czego Wyżyny B6 zaliczane są do jednostki urbanistycznej Glinki. Numeracja oznacza kolejność powstawania kolejnych części osiedla.

### Wyżyny B1
Wyżyny B1 (B-I, WB1) – to najstarsza część osiedla, którego budowa rozpoczęła się w 1971. Zabudowę stanowią pięcio- i jedenastokondygnacyjne bloki.
Ulice:
- Aleje Jana Pawła II (stanowiące zachodnią granicę osiedla)
- Wojska Polskiego (od Magnuszewskiej do Zdobywców Wału Pomorskiego)
- Adama Grzymały-Siedleckiego (od początku do Magnuszewskiej)
- Floriana Ceynowy
- Feliksa Nowowiejskiego
- Ogrody (numery nieparzyste od 3 do 17; parzyste od 2 do 16)
- Synów Pułku
- Władysława Bełzy (numery parzyste od 2 do 4)
- Jar Czynu Społecznego

### Wyżyny B2
Wyżyny B2 (B-II, WB2) – zabudowę tego osiedla stanowią główne pięcio- i jedenastokondygnacyjne bloki, choć występują także budynki o kaskadowej budowie (przy ulicy Władysława Bełzy i Ku Wiatrakom), jak i domy jednorodzinne (ul. Falista).
Ulice:
- Kubusia Puchatka
- Ku Wiatrakom (od ulicy Bełzy do Wojska Polskiego)
- Władysława Bełzy (numery parzyste od 6 do końca)
- Ogrody (parzyste od 18 do końca i nieparzyste od 19 do końca)
- Adama Grzymały-Siedleckiego (od Magnuszewskiej do końca)
- Leopolda Staffa
- Zofii Nałkowskiej
- Falista
- Wojska Polskiego (od Magnuszewskiej do Wł. Bełzy)

### Wyżyny B3
Wyżyny B3 (B-III, WB3) – tu budowa rozpoczęła się w 1973. Wszystkie powstałe bloki mają po pięć kondygnacji. W 1982 powstał w tej części osiedla stadion Chemika, a w latach 1991–1992 kompleks biurowców przy ulicy Wojska Polskiego. W październiku 2009 skwer między ulicami Modrakową, Boh. Kragujewca i X. Dunikowskiego otrzymał imię Aleksandra Krzyżanowskiego-Wilka.
Ulice:
- Magnuszewska (numery parzyste)
- Wojska Polskiego (od Magnuszewskiej do Szpitalnej)
- Szpitalna (od Wojska Polskiego do Łomżyńskiej)
- Glinki (numery nieparzyste od Magnuszewskiej do Chemika)
- Bohaterów Kragujewca
- Xawerego Dunikowskiego
- Ku Wiatrakom (od Wojska Polskiego do końca)
- Modrakowa
- Chabrowa
- Sasankowa
- Rumiankowa
- Bławatkowa
- Kąkolowa
- Szara
- Łomżyńska
- Wspólna (tylko na mapach)
- Batalionu Zośka (tylko na mapach)

### Wyżyny B4
Wyżyny B4 (B-IV, WB4) – jest to osiedle z charakterystycznym układem ulic. Wyżyny B4 okala ulica Tadeusza Boya-Żeleńskiego. Pomiędzy ulicami Przyjazną i Boya-Żeleńskiego usytuowane jest targowisko. Na B-IV prowadziły dwie kładki, jedna z Wyżyn B-I, poprowadzona w l. 80. nad ulicą Wojska Polskiego (konstrukcja stalowa z przęsłami o dwóch dźwigarach ze schodami po obu stronach arterii i przy peronach tramwajowych), druga ze Wzgórza Wolności, będąca przedłużeniem ulicy Czeskiej, powstała w 1991. Kładka na Wojska Polskiego została zlikwidowana w 2024 r.
Ulice:
- Niziny
- Wyżyny (rzadko występuje na mapach, czasem jako ul. Węgierska)
- Glinki (nieparzyste od 7 do 51)
- Tadeusza Boya-Żeleńskiego
- Komuny Paryskiej
- Wiosny Ludów
- Magnuszewska (numery nieparzyste)
- Aleje Jana Pawła II (od ul. Glinki do wiaduktu w ciągu ul. Wojska Polskiego)
- Przyjazna (dawniej Przyjaźni Polsko-Radzieckiej)
- Węgierska (dawniej Związku Patriotów Polskich)

### Wyżyny B5
Wyżyny B5 (B-IV, WB5) – na osiedlu występują głównie pięciokondygnacyjne budynki mieszkaniowe. Najbardziej znanym obiektem jest Sanktuarium Nowych Męczenników, którego budowa rozpoczęła się w 1976. W 1989 oddano do użytku Szkołę Podstawową nr 60 (obecnie wchodzi wkład Zespołu Szkół nr 26), przy której w latach 2001-2002 powstał basen „Laguna”. 
Ulice:
- Białostocka
- Złotowska

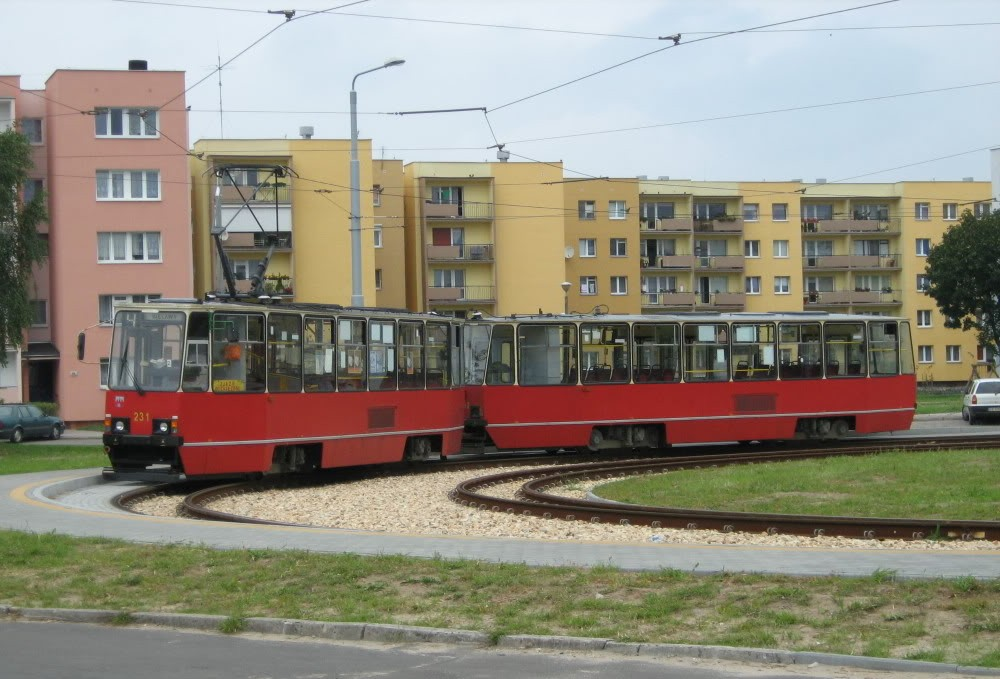
Tramwaj linii 4 na pętli tramwajowej Glinki, w tle bloki przy ul. Białogardzkiej (Wyżyny B5)

- Gorzowska (w 2017 wybrana przez mieszkańców do utwardzenia w ramach budżetu obywatelskiego)[38]
- Człuchowska (w 2017 utwardzona kosztem ponad 370 tys. zł[39])
- Augustowska
- Białogardzka
- Szpitalna (część parzysta od ul. Łomżyńskiej do końca)
- Glinki (nieparzyste od 117 do 127)
- księdza Jerzego Popiełuszki (dawniej Lubińska)

### Wyżyny B6
Wyżyny B6 (B-VI, WB6) – najmniejsza i najmłodsza część osiedla Wyżyny oddana do użytku w 1988. W 1992 otwarto Szkołę Podoficerską Państwowej Straży Pożarnej. Na osiedlu mieszkał znany siatkarz Michał Winiarski, wychowanek pobliskiego Chemika.
Ulice:
- Glinki (nr parzyste od 86 do 128)
- biskupa Michała Kozala
- Zajęcza
- Jelenia
- Rysia

## Infrastruktura

### Kościoły
- Sanktuarium Nowych Męczenników obejmujące swym zasięgiem parafian z Wyżyn B3, B5 i B6, a także Kapuścisk.
- Kościół Matki Bożej Fatimskiej obejmujący Wyżyny B1 i B2.

Katoliccy mieszkańcy Wyżyn B4 należą do parafii Ducha Świętego, zaś mieszkańcy ulicy Władysława Bełzy (numery parzyste od 2 do 48) do parafii św. Józefa Rzemieślnika.

### Obiekty sportowe

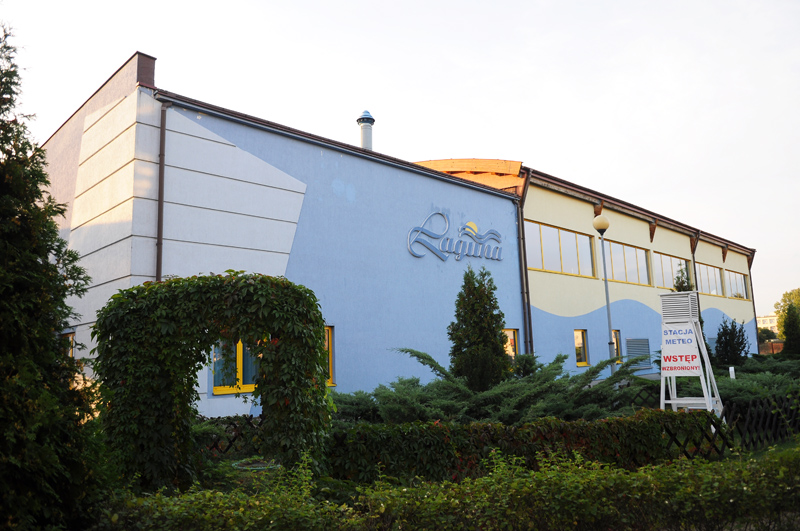
Basen „Laguna” przy Zespole Szkół nr 26 w Bydgoszczy

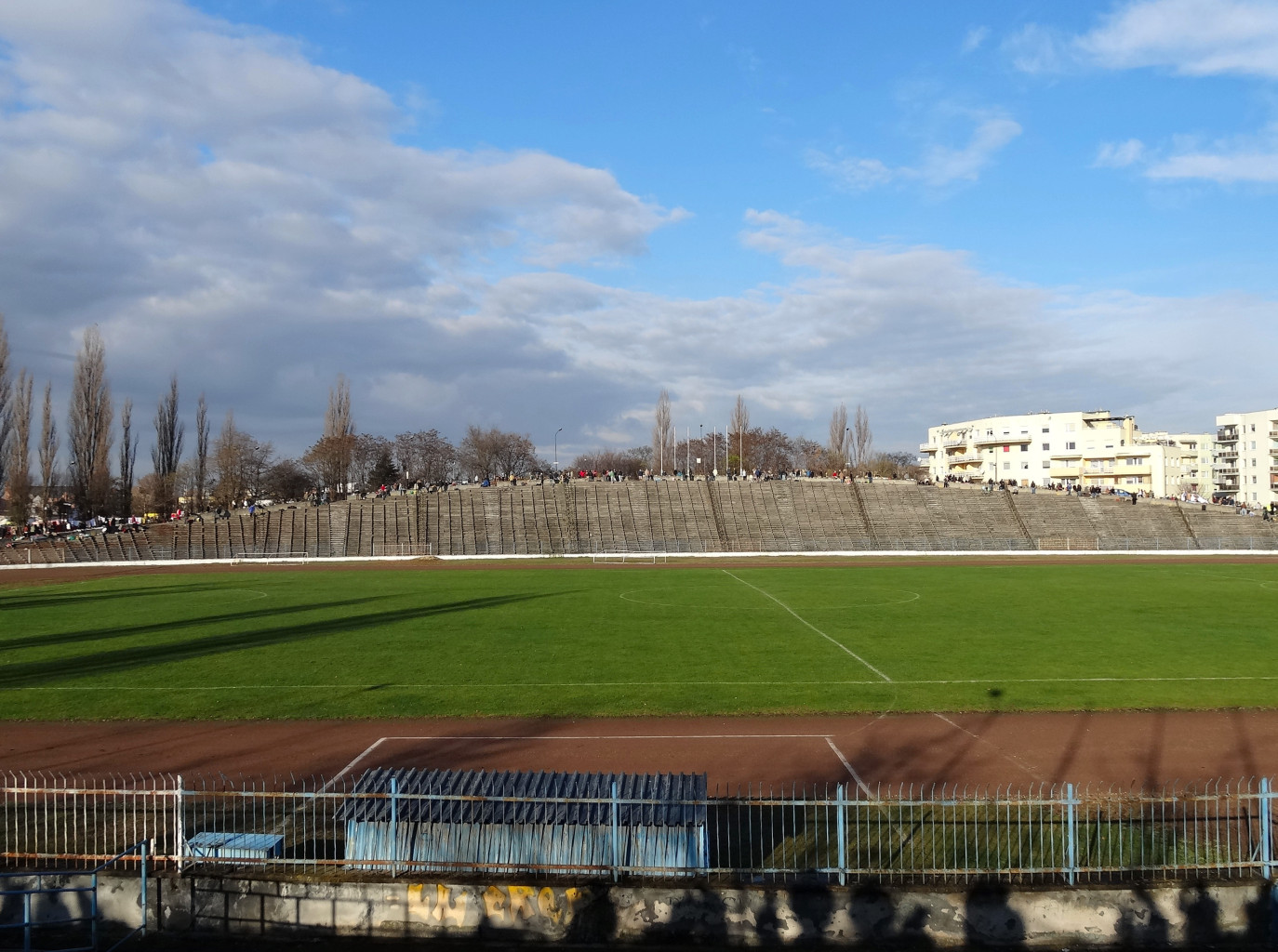
Stadion Chemika Bydgoszcz

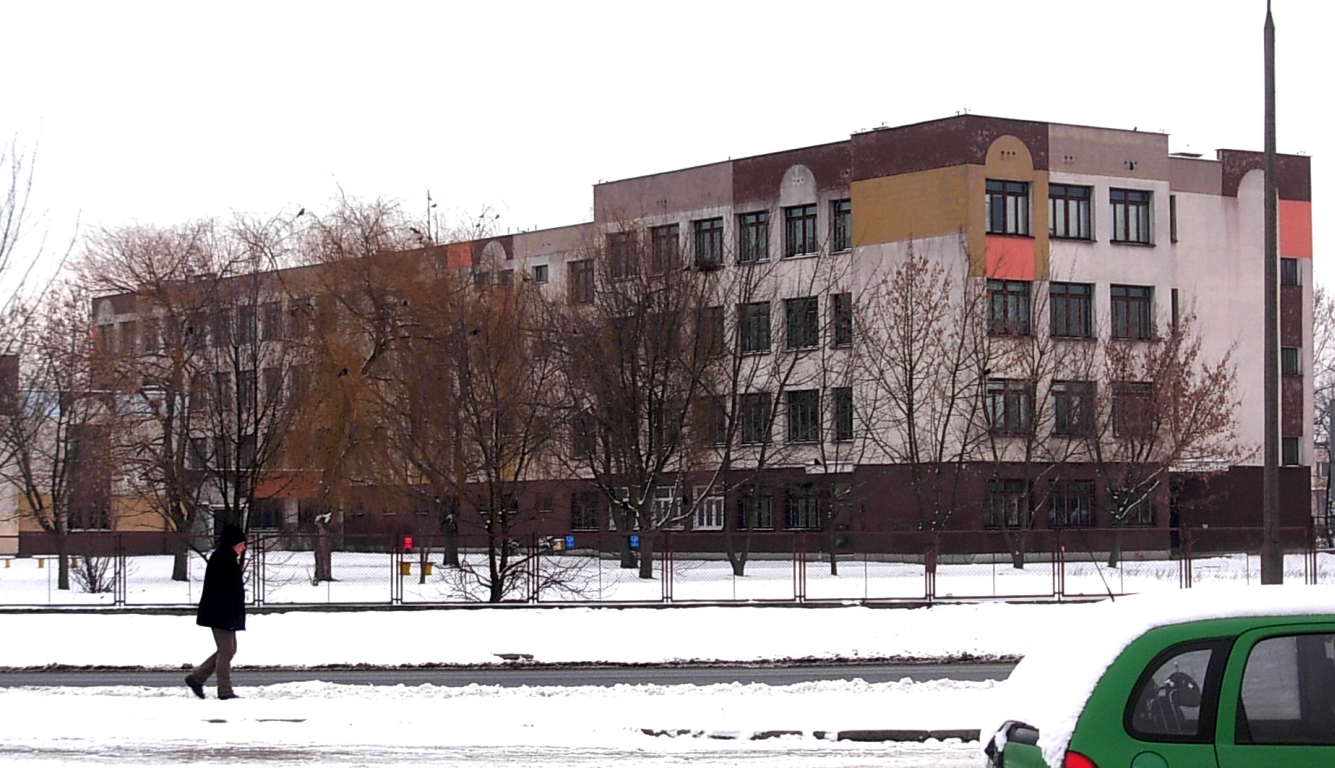
Zespół Szkół nr 26 im. Huberta Wagnera

- Kompleks sportowy klubu Chemik Bydgoszcz (ul. Glinki 79), w tym: stadion piłkarski BKS Chemik oraz hala sportowa. Klub założono w 1949 roku jako wielosekcyjny: W latach 90. posiadał m.in. sekcje: piłkarską, siatkarską, lekkoatletyczną, szachową, brydża sportowego. Do czołowych zawodników należała szachistka – Małgorzata Wiese-Jóźwiak, szachowa mistrzyni Polski, wicemistrzyni na rok 1990[40]
- Basen „Perła” przy Zespole Szkół nr 19 (ul. Grzymały-Siedleckiego 11)
- Basen „Laguna” przy Zespole Szkół nr 26 (ul. Glinki 117)
- Moje Boisko – Orlik 2012 przy Zespole Szkół nr 19 (ul. Grzymały-Siedleckiego 11)
- Moje Boisko – Orlik 2012 przy Szkole Podstawowej nr 38 (ul. Węgierska 11)

### Edukacja
- IX Liceum Ogólnokształcące Dwujęzyczne ul. Zofii Nałkowskiej 9, zbud. 1979

- Zespół Szkół nr 19 im. Synów Pułków, ul. Grzymały-Siedleckiego 11, zbud. 1973
  - Szkoła Podstawowa nr 25 z Oddziałami Integracyjnymi
  - XXI Liceum Ogólnokształcące Integracyjne
- Zespół Szkół nr 26 im. Huberta Wagnera
- Przedszkola
  - Przedszkole nr 49
  - Przedszkole nr 61 Integracyjne im. Wandy Chotomskiej
  - Przedszkole Niepubliczne „Pinokio”
  - Przedszkole Niepubliczne „Promyczek”
  - Przedszkole Niepubliczne „Skrzat”
- Pozostałe
  - Szkoła Podstawowa nr 38 im. Zdobywców Wału Pomorskiego, ul. Węgierska 11
  - Instytut Psychologii Uniwersytetu Kazimierza Wielkiego (ul. Staffa)

### Kultura
- Osiedlowy Dom Kultury „Modraczek”

### Domy i ośrodki pomocy społecznej
- Bydgoskie Centrum Wsparcia Rodziny
- Dom Pomocy Społecznej „Promień Życia”
- Środowiskowy Dom Samopomocy „Bławatek”

## Osoby związane z Wyżynami
- Romuald Biniak – budowniczy i pierwszy proboszcz kościoła pw. Świętych Polskich Braci Męczenników,
- Aleksandra Drzewiecka (1939–2019) – lekarz pediatra[41][42][43],
- Jan Drzewiecki – pianista, aranżer, pedagog muzyczny, kompozytor,
- Filip Dylewicz – koszykarz, karierę rozpoczął w klubie Astoria Bydgoszcz,
- Aleksander Fedorowicz – tłumacz języka rosyjskiego, który zginął w Katastrofie smoleńskiej (wychowywał się na Wyżynach B-3),
- Emil Sajfutdinow – rosyjski żużlowiec, zawodnik bydgoskiej Polonii,
- Adam Sengebusch – poseł na Sejm RP I kadencji,
- Sebastian Szypuła – sportowiec klubu Zawisza Bydgoszcz, złoty medalista mistrzostw świata w kajakarstwie klasycznym (Duisburg 2013),
- Michał Winiarski – siatkarz, karierę rozpoczął w klubie Chemik Bydgoszcz.

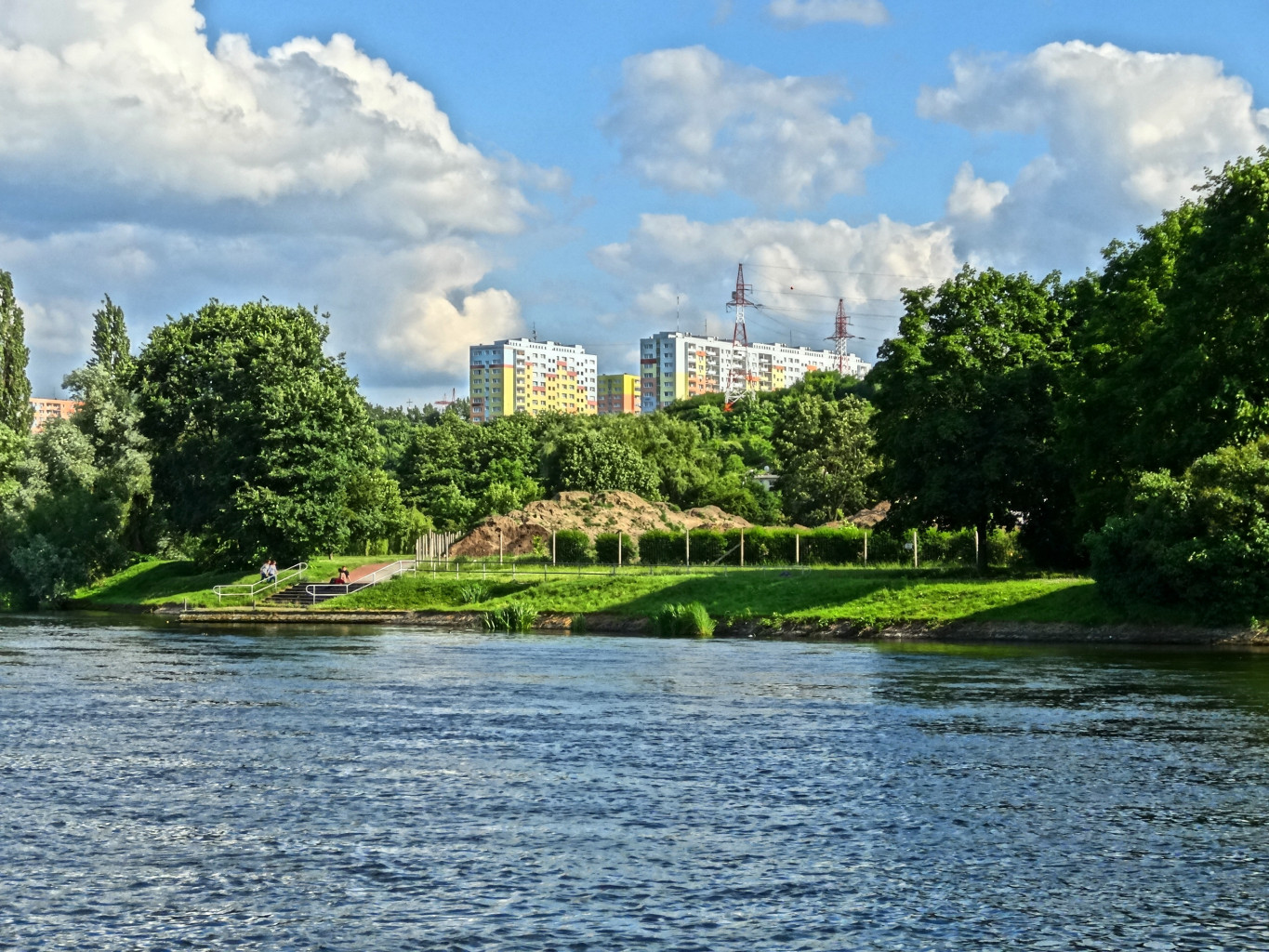
Wieżowce Wyżyn – widok znad Brdy

### Pierwsza szkoła
Pierwsza szkoła ewangelicka na terenie gminy Małe Bartodzieje powstała w 1818 r. z inicjatywy władz pruskich, na parceli odstąpionej od folwarku przy ul. Władysława Bełzy. Budynek szkolny o wymiarach 20 × 10 m zbudowano z cegieł i pokryto dachówką ceramiczną. Posiadał dwie duże izby, każda z pięciu oknami i piecem. Jedna z nich służyła jako sala lekcyjna dla 150 dzieci, a druga jako sala modlitw. Na piętrze urządzono mieszkanie nauczyciela. Sołtys Ritter, który wybudował szkołę z własnych funduszy, w dowód uznania został przez władze odznaczony. W 1819 roku powstała gmina szkolna, do której należały Małe Bartodzieje, Zimne Wody, Kapuściska. Wielkie oraz Smug. W 1864 r. szkołę rozbudowano. W 1869 r. uczyło się tu 417 dzieci przy pomocy 2 nauczycieli. W 1874 roku nastąpiło połączenie ze szkołą katolicką, która istniała od 1834 roku w bliskim sąsiedztwie (1 nauczyciel, 200 dzieci). Dla potrzeb wspólnej szkoły (niem. Simultan-schule) wybudowano w latach 1890-1891 murowany budynek szkolny według projektu powiatowego inspektora budowlanego Muttray. Posiadał on początkowo pięć izb lekcyjnych, a od 1901 – sześć. W okresie międzywojennym mieściła się tu 7-klasowa publiczna szkoła powszechna im. Jana Kasprowicza. Po modernizacji w 2000 roku budynek jest użytkowany przez Kujawsko-Pomorską Szkołę Wyższą w Bydgoszczy.

### Parafie na Wyżynach

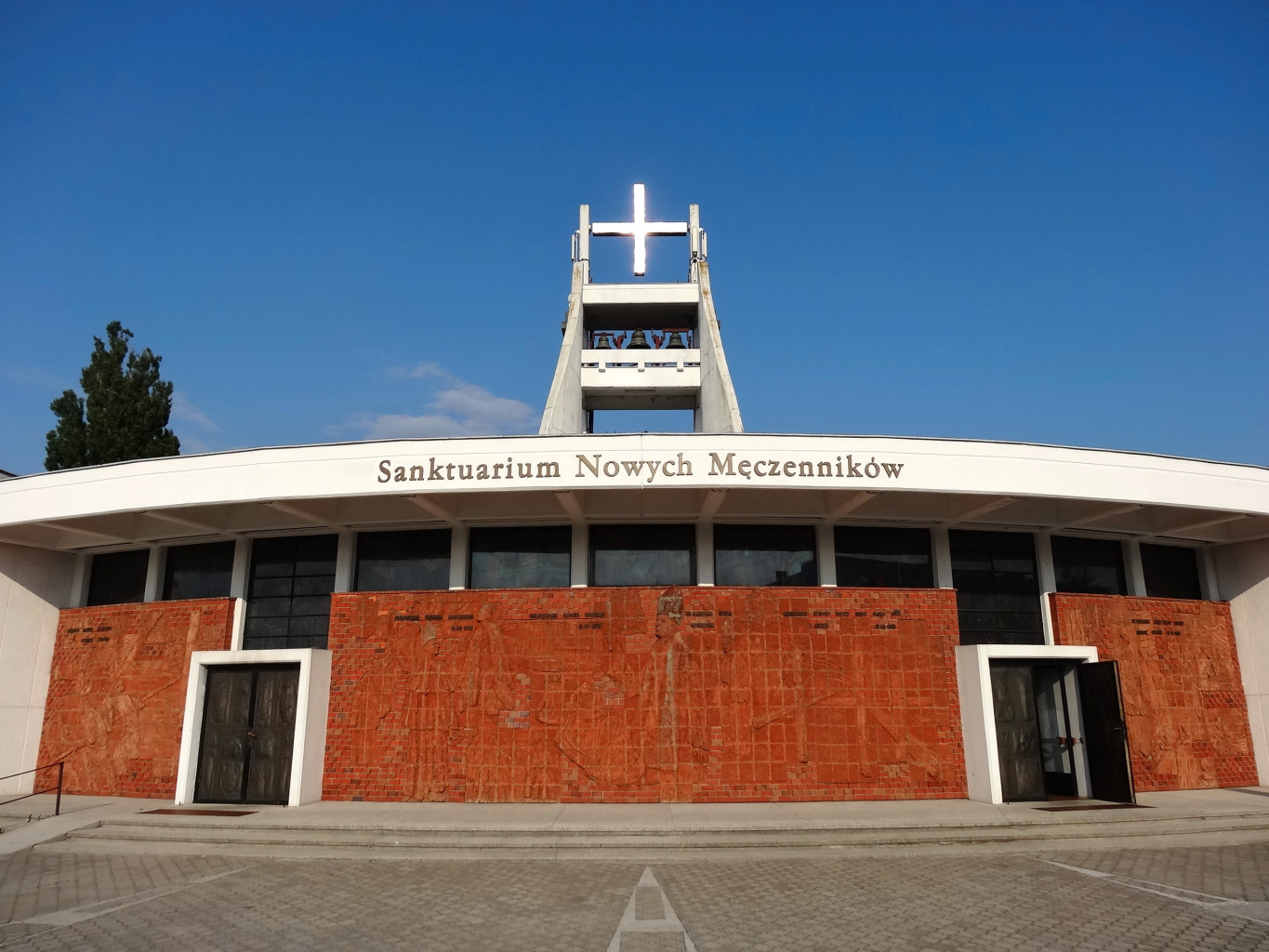
Kościół Świętych Polskich Braci Męczenników

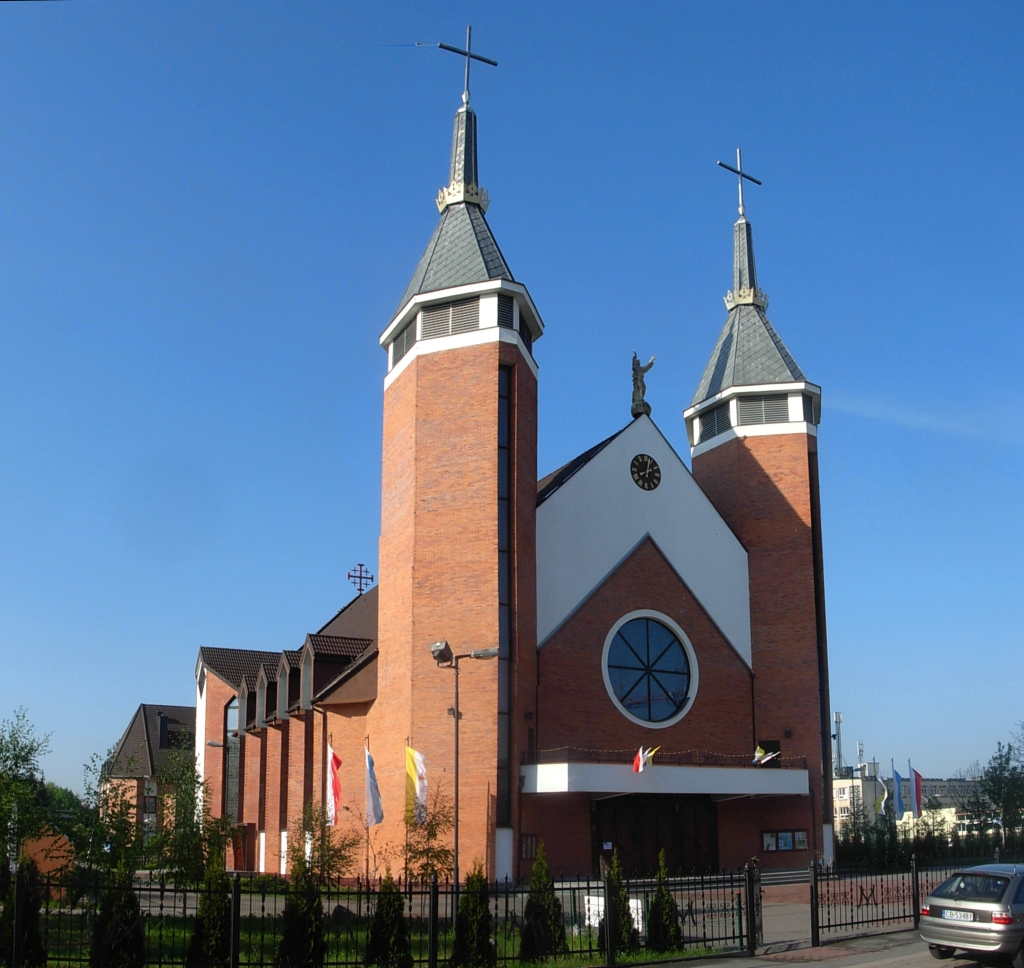
Kościół Matki Bożej Fatimskiej

Przed budową wielkiego osiedla mieszkaniowego na Wyżynach w okolicy znajdowały się dwa kościoły: kościół Św. Ducha przy ul. Kujawskiej i kościół Św. Józefa przy ul. Toruńskiej. Ten drugi to poewangelicka świątynia zbudowana w 1906 r. dla gminy Bartodzieje Małe, w 1945 r. przekazana katolikom. Do parafii św. Józefa włączone były początkowo osiedla B1 i B2.
W 1973 r. władze miejskie zgodziły się na budowę pierwszego po wojnie nowego kościoła w Bydgoszczy. Powstała idea budowy obiektu pod wezwaniem Świętych Polskich Braci Męczenników, który czciłby pamięć bydgoskich ofiar hitlerowskiego terroru. Inicjatorem budowy świątyni był osobiście kardynał Stefan Wyszyński prymas Polski. W połowie lat 70. urządzono kaplicę przy ul. Szpitalnej. 15 sierpnia 1976 roku erygowana została na Kapuściskach i Wyżynach nowa parafia pod wezwaniem Świętych Polskich Braci Męczenników. Długoletnim jej proboszczem (1976-2010) był ks. Romuald Biniak. Była to pierwsza parafia w Bydgoszczy, która po II wojnie światowej otrzymała pozwolenie na budowę świątyni. Kościół powstał w latach 1976-1982 dzięki składkom i pracy społecznej wiernych. W 1985 r. przed kościołem został poświęcony pomnik ks. Jerzego Popiełuszki, który odprawił tu swoją ostatnią mszę św. przed swą męczeńską śmiercią. W rocznicę pielgrzymki papieża Jan Pawła II do Bydgoszczy 7 czerwca 2000 r. arcybiskup gnieźnieński Henryk Muszyński oficjalnie podniósł świątynię do godności Sanktuarium Nowych Męczenników. W kaplicy papieskiej złożono również pamiątki po obecności Jana Pawła II w Bydgoszczy.
Jednak ten kościół także nie był w stanie objąć opieką duszpasterską wszystkich mieszkańców Wyżyn. W latach 80. proboszcz parafii św. Józefa ks. Kazimierz Frąckowski podjął starania o wydzielenie nowej parafii dla sektorów B1 i B2. Po uzyskaniu zgody metropolity gnieźnieńskiego, dzieło budowy nowej parafii kontynuował ks. Józef Orchowski. W 1992 r. uzyskano parcelę pod budowę kościoła na narożniku ulic Ogrody i Leopolda Staffa oraz zmontowano tymczasową kaplicę przeniesioną z parafii św. Jadwigi ze Wzgórza Wolności. 8 grudnia 1992 r. metropolita gnieźnieński Henryk Muszyński erygował na Wyżynach parafię pod wezwaniem Matki Bożej Fatimskiej. W 1998 r. ukończono budowę domu parafialnego, a w 2005 roku – kościoła parafialnego z dwoma wieżami.
Południowo-wschodnia część Wyżyn (sektor B4) należy do parafii Ducha Świętego. W latach 1945–1989 jej kościołem parafialnym był kościół rektorski Zgromadzenia Ducha Świętego przy al. Jana Pawła II 117. W 1989 r. dla obsługi parafii na Glinkach i Wyżynach zbudowano kaplicę, a od 1992 r. rozpoczęto budowę kościoła przy ul. Glinki 40. W 1998 r. zgodnie z decyzją ks. abpa Henryka Muszyńskiego oficjalnie przeniesiono siedzibę parafii na ul. Glinki i zmieniono jej granice.
W obrębie diecezji bydgoskiej kościoła rzymskokatolickiego istnieje dekanat Bydgoszcz IV – Wyżyny, który obejmuje 6 parafii bydgoskich: Ducha Świętego, św. Jadwigi Królowej, Matki Bożej Fatimskiej, Najświętszej Maryi Panny Królowej Polski, Opatrzności Bożej, Świętych Polskich Braci Męczenników oraz 4 parafie z Solca Kujawskiego: bł. Michała Kozala, Najświętszego Serca Pana Jezusa, Nawrócenia św. Pawła i św. Stanisława Biskupa i Męczennika.

## Rada Osiedla
Pod względem administracyjnym osiedle tworzy jednostkę pomocniczą samorządu Miasta Bydgoszczy. Rada Osiedla Wyżyny mieści się przy ul. Wojska Polskiego 19b.